# Crematogaster simoni
Crematogaster simoni är en myrart som beskrevs av Carlo Emery 1893. Crematogaster simoni ingår i släktet Crematogaster och familjen myror. Inga underarter finns listade i Catalogue of Life.